# Euro-Fighter

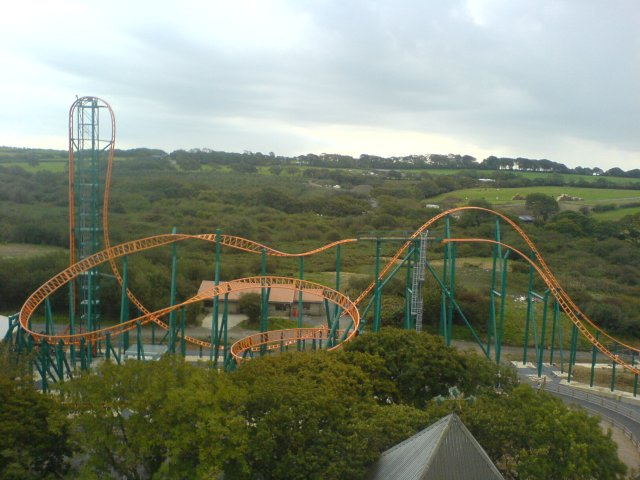
Euro-Fighter 600

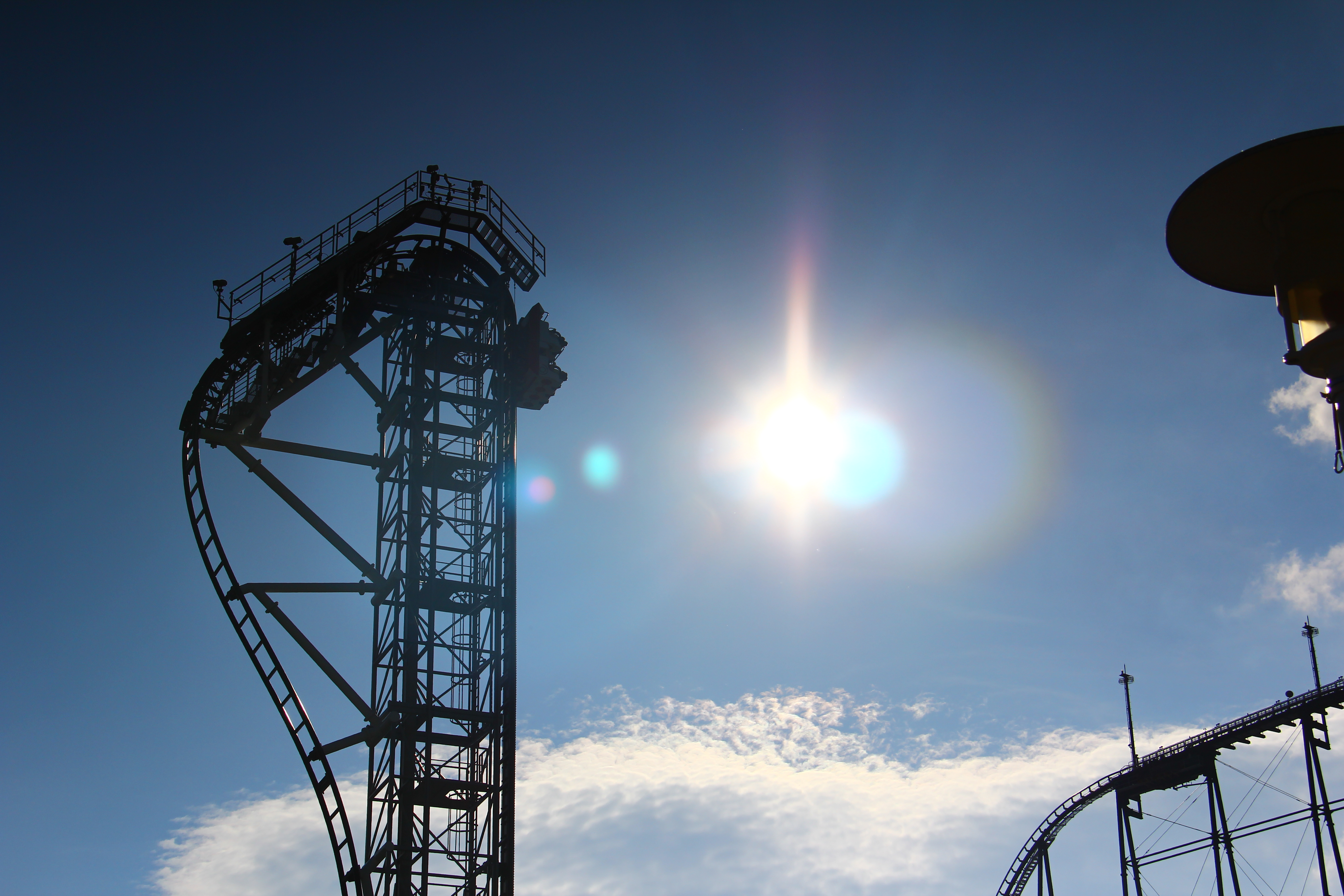
Euro-Fighter 1000

Euro-Fighter ist die Bezeichnung mehrerer Ausführungen eines Stahlachterbahnmodells des Herstellers Gerstlauer Amusement Rides, welches erstmals 2003 ausgeliefert wurde.
Das Besondere an Achterbahnen dieses Modells ist das Gefälle der ersten Abfahrt, dieses beträgt über 90°. Außerdem verfügen Euro-Fighter-Achterbahnen nicht über Züge, die aus mehreren Wagen bestehen, sondern aus einzelnen Wagen mit zwei bis drei Sitzreihen mit Platz für jeweils zwei oder vier Personen. Die Wagen werden per vertikalem Kettenlifthill in die Höhe gezogen. Je nach Variante verfügen die Bahnen über mehrere Inversionen und können außerdem über LSM-Abschuss verfügen.
Zurzeit (Stand Dezember 2024) gibt es 26 Auslieferungen.

## Euro-Fighter 320
Die Euro-Fighter-Variante 320 wurde erstmals an den US-amerikanischen Freizeitpark Casino Pier ausgeliefert und fährt dort seit 2017 unter dem Namen Hydrus. Die 320 m lange Strecke erreicht eine Höhe von 21,9 m und verfügt über einen 97° steilen First Drop, sowie über drei Inversionen: einen Looping, einen Cutback und eine Heartline-Roll.

### Standorte
| Achterbahn      | Betreiber           | Land               | Eröffnung     |
| --------------- | ------------------- | ------------------ | ------------- |
| Adrenaline Peak | Oaks Amusement Park | Vereinigte Staaten | 24. März 2018 |
| Hydrus          | Casino Pier         | Vereinigte Staaten | 6. Mai 2017   |

## Euro-Fighter 320+
Die Euro-Fighter-Variante 320+ wurde erstmals an den britischen Freizeitpark Adventure Island ausgeliefert und fährt dort seit 2007 unter dem Namen Rage. Die 361 m lange Strecke ist vergleichbar mit der Variante 320, verfügt allerdings zusätzlich am Ende der Fahrt über eine 41 m lange Helix.

### Standorte
| Achterbahn | Betreiber               | Land                         | Eröffnung        | Quellen      |
| ---------- | ----------------------- | ---------------------------- | ---------------- | ------------ |
| Falcon     | Duinrell                | Niederlande                  | 14. Mai 2009     | [ 3 ] [ 4 ]  |
| Predator   | IMG Worlds of Adventure | Vereinigte Arabische Emirate | 31. August 2016  | [ 5 ]        |
| Rage       | Adventure Island        | Vereinigtes Königreich       | 10. Februar 2007 | [ 6 ] [ 7 ]  |
| Serpent    | Sindibad                | Marokko                      | 2015             | [ 8 ]        |
| Untamed    | Canobie Lake Park       | Vereinigte Staaten           | 11. Juni 2011    | [ 9 ] [ 10 ] |

## Euro-Fighter 380
Die Euro-Fighter-Variante 380 wurde erstmals an den US-amerikanischen Freizeitpark Galveston Island Historic Pleasure Pier ausgeliefert und fährt dort seit 2012 unter dem Namen Iron Shark. Die 380 m lange Strecke erreicht eine Höhe von 30 m und verfügt über einen 95° steilen First Drop, sowie über drei Inversionen: einen Immelmann, einen Cutback und eine Inclined Loop.

### Standorte
| Achterbahn | Betreiber                               | Land               | Eröffnung         |
| ---------- | --------------------------------------- | ------------------ | ----------------- |
| Iron Shark | Galveston Island Historic Pleasure Pier | Vereinigte Staaten | 1. Juni 2012      |
| Kráter     | Parque Del Café                         | Kolumbien          | 19. Dezember 2014 |
| Tantrum    | Six Flags Darien Lake                   | Vereinigte Staaten | 25. Mai 2018      |

## Euro-Fighter 410
Die Euro-Fighter-Variante 410 wurde erstmals an den US-amerikanischen Freizeitpark Nickelodeon Universe ausgeliefert und fährt dort seit 2008 unter dem Namen SpongeBob SquarePants Rock Bottom Plunge. Die 410 m lange Strecke erreicht eine Höhe von 22,7 m und verfügt über einen 97° steilen First Drop, eine Helix, sowie über zwei Inversionen: einen Looping und eine Heartline-Roll.

### Standorte
| Achterbahn                               | Betreiber            | Land               | Eröffnung     |
| ---------------------------------------- | -------------------- | ------------------ | ------------- |
| SpongeBob SquarePants Rock Bottom Plunge | Nickelodeon Universe | Vereinigte Staaten | 15. März 2008 |

## Euro-Fighter 500/8
Die Euro-Fighter-Variante 500/8 war die erste Euro-Fighter-Variante und wurde bisher nur einmal ausgeliefert: an den dänischen Freizeitpark BonBon-Land. Dort fährt sie seit 2003 unter dem Namen Vild-Svinet. Die 428 m lange Strecke erreicht eine Höhe von 22 m und verfügt über einen 97° steilen First Drop, einer übergeneigten Kurve von 115°, sowie über einen Looping.

### Standorte
| Achterbahn  | Betreiber   | Land     | Eröffnung    |
| ----------- | ----------- | -------- | ------------ |
| Vild-Svinet | BonBon-Land | Dänemark | 16. Mai 2003 |

## Euro-Fighter 600
Die Euro-Fighter-Variante 600 wurde erstmals an den britischen Freizeitpark Oakwood Theme Park ausgeliefert und fuhr dort von 2006 bis 2024 unter dem Namen Speed: No Limits. Die 600 m lange Strecke erreicht eine Höhe von 35 m und verfügt über einen 97° steilen First Drop sowie über zwei Inversionen: einen Looping und eine Heartline-Roll.

### Standorte
| Achterbahn       | Betreiber          | Land                   | Eröffnung      | Schließung       |
| ---------------- | ------------------ | ---------------------- | -------------- | ---------------- |
| Speed: No Limits | Oakwood Theme Park | Vereinigtes Königreich | 13. April 2006 | 3. November 2024 |

## Euro-Fighter 670/8
Die Euro-Fighter-Variante 670/8 wurde erstmals an den belgischen Freizeitpark Bobbejaanland ausgeliefert und fährt dort seit 2004 unter dem Namen Typhoon. Die 670 m lange Strecke erreicht eine Höhe von 25,7 m und verfügt über einen 97° steilen First Drop, eine 540°-Helix, einer weiteren Helix, sowie über vier Inversionen: einen 19 m hohen Looping, einer doppelten Heartline-Roll und einer weiteren Heartline-Roll.

### Standorte
| Achterbahn | Betreiber     | Land    | Eröffnung      |
| ---------- | ------------- | ------- | -------------- |
| Typhoon    | Bobbejaanland | Belgien | 10. April 2004 |

## Euro-Fighter 1000
Die Euro-Fighter-Variante 1000 wurde erstmals an den japanischen Freizeitpark Fuji-Q Highland ausgeliefert und fährt dort seit 2011 unter dem Namen Takabisha. Die 1000 m lange Strecke erreicht eine Höhe von 43 m und verfügt über einen 121° (bei TMNT Shellraiser 121,5°) steilen First Drop und sieben Inversionen: eine Heartline-Roll, einen Korkenzieher, einen Banana-Roll, einen weiteren Korkenzieher, einen Dive-Loop, einen Inside-Top-Hat und einen Immelmann. Außerdem ist sie die erste Variante, die über einen LSM-Abschuss verfügt.

### Standorte
| Achterbahn       | Betreiber                       | Land               | Eröffnung        |
| ---------------- | ------------------------------- | ------------------ | ---------------- |
| Takabisha        | Fuji-Q Highland                 | Japan              | 16. Juli 2011    |
| TMNT Shellraiser | Nickelodeon Universe Theme Park | Vereinigte Staaten | 25. Oktober 2019 |

## Euro-Fighter (weitere)
Neben den Standardvariante gibt es noch einige individuell gestaltete Auslieferungen.

### Standorte
| Achterbahn          | Betreiber                       | Land                   | Eröffnung        |
| ------------------- | ------------------------------- | ---------------------- | ---------------- |
| Abyss               | Adventure World                 | Australien             | 1. November 2013 |
| Dare Devil Dive     | Six Flags Over Georgia          | Vereinigte Staaten     | 28. Mai 2011     |
| Defiance            | Glenwood Caverns Adventure Park | Vereinigte Staaten     | 1. Juli 2022     |
| Drakon              | Paultons Park                   | Vereinigtes Königreich | 2026 (im Bau)    |
| Eurofighter         | Zoosafari Fasanolandia          | Italien                | 6. August 2011   |
| Flucht von Novgorod | Hansa-Park                      | Deutschland            | 9. April 2009    |
| Huracan             | Belantis                        | Deutschland            | 26. Juni 2010    |
| Mystery Mine        | Dollywood                       | Vereinigte Staaten     | 13. April 2007   |
| Saw – The Ride      | Thorpe Park                     | Vereinigtes Königreich | 14. März 2009    |
| Vertika             | La Récré des 3 Curés            | Frankreich             | 6. Juni 2020     |
| Vindfald            | Tivoli Friheden                 | Dänemark               | 2024             |
| Zéphyr              | Ange Michel                     | Frankreich             | 2025 (im Bau)    |